# Husband and Wife (pel·lícula de 1916)
Husband and Wife és una pel·lícula muda dirigida per Barry O’Neil i protagonitzada per Ethel Clayton, Montagu Love i Holbrook Blinn. Basada en l'obra de teatre homònima de Charles Kenyon (1915), es va estrenar el 28 d'agost de 1916.

## Argument
Richard Barker, caixer del banc nacional, necessita diners per tal de poder pagar els capricis de la seva dona Doris. Per això demana diners per tal de poder especular en borsa i també demana consell al director del banc sobre quines inversions poden ser més convenients. A canvi de l'ajuda aquest exigeix que Doris aculli socialment la seva impopular esposa. Doris, però, es dedica principalment al jove milionari Patrick Alliston, que està enamorat d'ella i rebutja rebre la dona. En veure ignorada la seva esposa, el director del banc es retira del tracte i Richard acaba sense diners. Porter, germà de Richard, s'assabenta del que ha passat i recrimina a la seva cunyada la seva actitud. Aquesta es queixa al seu marit de l'actitud del seu germà i tot desemboca en una forta discussió entre ells dos. Llavors, Doris decideix abandonar-lo i acompanyar Patrick, la seva germana Bessie i Mrs. Prescott, una amiga, en un viatge al Japó. Richard, abatut pel fracàs del seu matrimoni i la perduda de la seva fortuna, intenta suïcidar-se però de manera inconscient, Bessie ho evita. Doris s'assabenta de l'intent de suïcidi del seu marit i s'adona que és la culpable de tots els seus problemes per lo que decideix tornar amb ell. Un cop reunits de nou la situació financera de Richard millora ràpidament.

## Repartiment
- Ethel Clayton (Doris Baker)
- Holbrook Blinn (Richard Baker)
- Madge Evans (Bessie Alliston)
- Montagu Love (Patrick Alliston)
- Emmett Corrigan (Ralph Knight, contable del banc)
- Gerda Holmes (Mrs. Prescott)
- Dion Titheradge (Porter Baker)
- Frank Beamish (Fred Schrieber, detectiu)
- Alec B. Francis (John Watson)